# هوش مصنوعی در مراقبت پزشکی

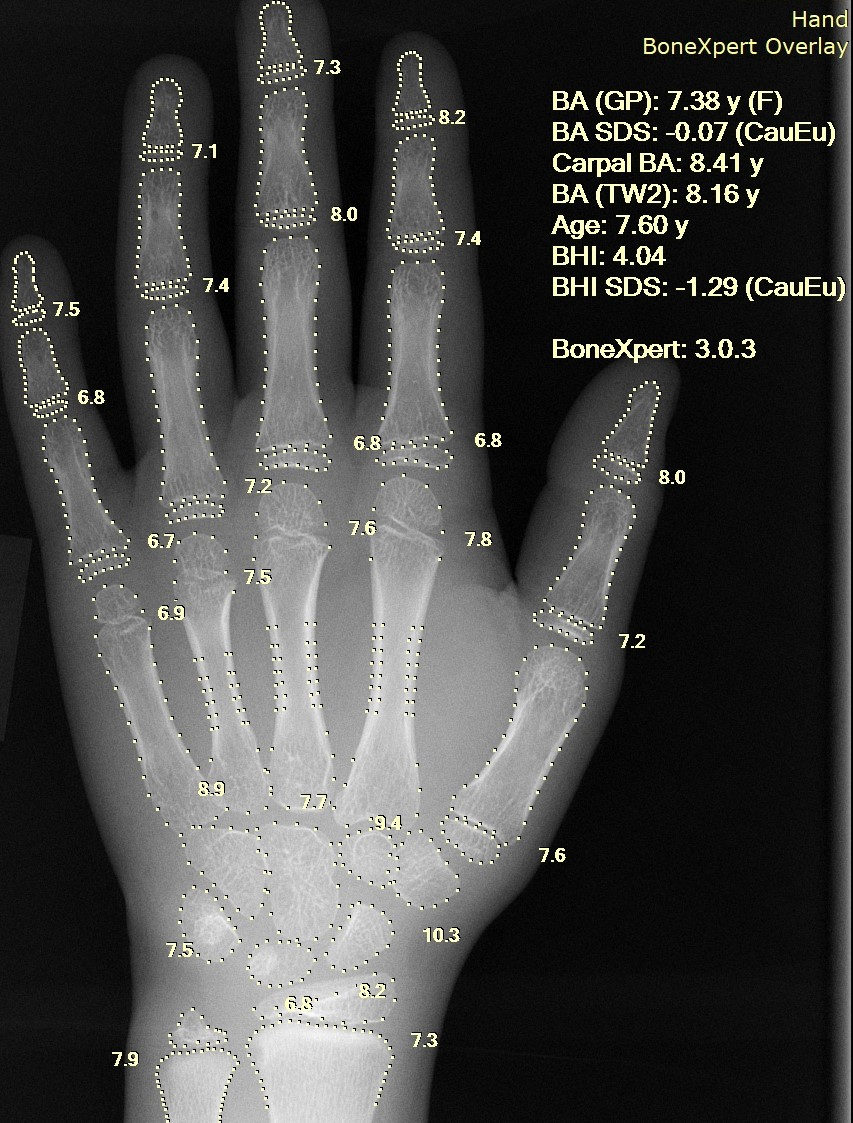
اسکنی از یک دست که توسط یک نرم‌افزار رایانه‌ای مربوط به عصر استخوان تخمین زده شده‌است

هوش مصنوعی در مراقبت‌های مرتبط با سلامت به معنای استفاده از الگوریتم‌ها و نرم‌افزارها است تا تقریباً شناخت انسان را در تجزیه و تحلیل اطلاعات پزشکی پیچیده مورد استفاده قرار دهد. به‌طور خاص، هوش مصنوعی توانایی الگوریتم‌های کامپیوتری برای به دست آوردن نتایج بدون در نظر گرفتن مستقیم انسان است.
آنچه تکنولوژی هوش مصنوعی را از تکنولوژی‌های قدیمی در مراقبت‌های مرتبط با سلامت متمایز می‌کند، توانایی کسب اطلاعات، پردازش آن و ارائه خروجی به‌طور دقیق به کاربر نهایی است. هوش مصنوعی این عملیات را با استفاده از الگوریتم‌های یادگیری ماشین انجام می‌دهد که می‌تواند الگوها را در رفتار تشخیص دهد و منطق خود را ایجاد کند. برای کاهش خطا، الگوریتم هوش مصنوعی نیاز دارد تا بارها مورد آزمایش قرار گیرد. الگوریتم‌های هوش مصنوعی به دو روش متفاوت از انسان‌ها رفتار می‌کنند: (۱) اگر شما فقط هدف را به آن بدهید، الگوریتم نمی‌تواند به تنهایی خودش را متناسب با آن تنظیم کند. (2) و الگوریتم‌ها جعبه سیاه هستند؛ الگوریتم‌ها می‌توانند نتیجه را بسیار دقیق پیش‌بینی کنند اما نه علت و نه دلیل.
یکی از زیرشاخه‌های مهم هوش مصنوعی، یادگیری ماشین نام دارد. در حوزه یادگیری ماشین، مهندسین با تغذیه مقادیر زیادی از داده‌های عددی و تصویری به برنامه خود آموزش می‌دهند که چگونه در مورد یک پدیده یا نتیجه یک وضعیت، حدس نسبتاً دقیقی بزنند؛ لذا به این طریق کادر درمان با داشتن تجهیزاتی که هوش مصنوعی روی آن‌ها پیاده‌سازی شده‌است می‌توانند تشخیص‌های درست‌تر و دقیق‌تری برای وضعیت بیماران خود داشته باشند.
هدف اولیه برنامه‌های کاربردی هوش مصنوعی مرتبط با سلامت، تحلیل روابط بین تکنیک‌های پیشگیری یا درمان و نتایج بیماران است. اما برنامه‌های هوش مصنوعی به شیوه‌هایی مانند فرایندهای تشخیص، توسعه پروتکل درمان، توسعه دارو، پزشکی شخصی و نظارت و مراقبت از بیمار، اعمال شده‌است. موسسات پزشکی مانند کلینیک Mayo، مرکز سرطان Memorial Sloan Kettering ، بیمارستان عمومی ماساچوست و سرویس سلامت همگانی، الگوریتم‌های هوش مصنوعی را برای بخش‌های آن‌ها توسعه داده‌اند. شرکت‌های بزرگ فناوری مانند آی‌بی‌ام و گوگل و شرکت‌های نوپایی مثل Welltok وAyasdi، الگوریتم‌های هوش مصنوعی در این زمینه را توسعه داده‌اند. علاوه بر این بیمارستان‌ها به دنبال حمایت از طرح‌های عملیاتی هستند که صرفه جویی در هزینه را افزایش دهید، بهبود رضایت بیمار و برآوردن نیازهای می‌شوند. شرکت‌هایی مانند بیمارستان IQ در حال راه اندازی راهکارهای تحلیل پیش‌بینی شده هستند که به رهبران مراقبت‌های مرتبط با سلامت، کمک می‌کند تا از طریق افزایش بهره‌وری، کاهش زمان درمان بیمار، کاهش زمان ماندن بیمار در بیمارستان و بهینه‌سازی سطح کارکنان، بهره‌وری را بهبود بخشد.

## تاریخچه
نتیجهٔ پژوهش در دهه‌های ۱۹۶۰ و ۱۹۷۰ ساخت اولین برنامهٔ حل کنندهٔ مسئله به نام Dendral بود، در حالی که برای برنامه‌های کاربردی در شیمی آلی طراحی شده بود، اساس سیستم بعدی MYCIN را فراهم کرد. یکی از مهم‌ترین استفاده‌های اولیه از هوش مصنوعی در پزشکی بود. با این حال، MYCIN و دیگر سیستم‌های مانند INTERNIST-1 و CASNET، از طرف پزشکان به‌طور معمول مورد استفاده قرار نگرفتند.
دهه ۱۹۸۰ و دهه ۱۹۹۰ باعث افزایش تعداد میکرو رایانه‌ها و سطح جدید اتصال به شبکه شد. در طی این زمان، محققان و توسعه دهندگان، به رسمیت شناخته شده بودند که سیستم‌های هوش مصنوعی در مراقبت‌های مرتبط با سلامت، باید به منظور عدم وجود اطلاعات کامل و براساس تخصص پزشکان طراحی شوند. رویکردها شامل تئوری مجموعه فازی، شبکه‌های بیزی و شبکه‌های عصبی مصنوعی، بر روی سیستم‌های هوشمند محاسباتی در مراقبت‌های مرتبط با سلامت کاربرد دارند.
پیشرفتهای پزشکی و تکنولوژی که در طول نیم قرن اخیر رخ داده‌است که باعث رشد و پیشرفت برنامه‌های کاربردی مرتبط با مراقبت‌های مرتبط با سلامتی می‌شوند، عبارتند از:
پیشرفت در قدرت پردازش که باعث جمع‌آوری سریع تر داده‌ها و پردازش سریعتر داده‌ها می‌شود.
افزایش حجم و در دسترس بودن اطلاعات مربوط به وسایل شخصی و مراقبت‌های مرتبط با سلامتی
رشد پایگاه‌های توالی ژنومی
پیاده‌سازی گسترده سیستم‌های ثبت الکترونیکی سلامت
پیشرفت در زمینه‌های پردازش زبان طبیعی(natural language processing) و بینایی رایانه ای (computer vision)، قادر ساختن ماشین‌ها برای تکثیر فرایندهای ادراکی انسانی
افزایش دقت عمل‌های جراحی به کمک ربات‌ها

## تحقیقات جاری
تخصص‌های مختلف پزشکی نشان دهنده افزایش تحقیقات در مورد هوش مصنوعی است:

### رادیولوژی
تخصصی که بیشترین توجه را به خود جلب کرده، رادیولوژی است. توانایی تفسیر بر اساس تصویر می‌تواند به پزشکان در تشخیص درست کمک کند چراکه ممکن است پزشک جایی را به‌طور تصادفی نادیده گرفته باشد. تحقیقاتی در دانشگاه استنفورد الگوریتمی را ساخته که می‌تواند بیماری ذات الریه را بهتر از رادیولوژیست‌ها تشخیص دهد. کنفرانس رادیولوژی انجمن رادیولوژی آمریکای شمالی بخش بزرگی از برنامه خود را برای استفاده از هوش مصنوعی در تصویربرداری اجرا کرده‌است. ظهور این تکنولوژی در رادیولوژی به عنوان یک تهدید توسط برخی متخصصان در نظر گرفته شده‌است، زیرا تکنولوژی می‌تواند کارهای خاصی را بهتر از متخصصان انسانی انجام دهد، و در حال حاضر نقش رادیولوژیست‌ها را تغییر می‌دهد.
تقاضا برای خدمات رادیولوژی به‌طور چشمگیری در سال‌های اخیر افزایش یافته و فشار قابل توجهی را بر نیروی کار وارد کرده‌است. در بریتانیا، تعداد معاینات توموگرافی کامپیوتری (CT) بین سال‌های ۲۰۱۲ و۲۰۱۵، به مقدار ۲۹ درصد افزایش یافته‌است، در حالی‌که تعداد استخدامی‌ها کمتر بوده و ۹ درصد پست‌های دستیار رادیولوژی در سال ۲۰۱۵ خالی بوده‌است. به‌علاوه، در همان سال تقریباً هیچ‌کدام از بخش‌های رادیولوژی گزارشی مبنی بر نیاز به استخدام گزارش نکرده‌اند. در فوریه ۲۰۱۶، ۲۰۰۰۰۰ عکس رادیولوژی ساده و ۱۲۰۰۰ مطالعه مقطعی انجام شده‌است. از این ارقام کاملاً مشخص است که اگر بخواهیم از آسیب بیمار در اثر تأخیر یا اشتباه در تشخیص جلوگیری کنیم، پیشرفت در کارایی گزارش و مدیریت گردش کار به شدت مورد نیاز است. هوش مصنوعی (AI)، ظرفیت پرداختن به این مسائل را دارد. پذیرش گسترده سیستم‌های الکترونیکی بایگانی عکس و ارتباطات (PACS) منجر به توسعه یکی از بزرگ‌ترین مجموعه داده‌های تصویری موجود شده‌است. در بریتانیا، تنها در سال ۲۰۱۶، ۴۱ میلیون تصویربرداری انجام شده‌است.
داده‌ها کاملاً به یادگیری ماشین کمک می‌کنند. یادگیری ماشین نوعی از هوش مصنوعیست، که در پاسخ به داده‌های آموزشی به منظور پیش‌بینی خودکار از الگوریتم‌هایی که به شکل تکراری گسترده یا آموزش داده می‌شوند استفاده می‌کند. یادگیری ماشین تحت نظارت یک زیرگروه است، که به ارائه داده‌های آموزش‌های از پیش مشخص‌شده متکی است. در زمینه تصویربرداری عمومی و بینایی رایانه‌ای، یادگیری عمیق ابزار پیشرو یادگیری ماشین است. یادگیری عمیق به تکنیک‌هایی گفته می‌شود که مبتنی بر پیشرفت در شبکه‌های عصبی مصنوعی است و در آن‌ها چندین لایه شبکه به منظور افزایش سطح مفهوم و عملکرد اضافه می‌شود. هدف شبکه‌های عصبی تقلید از ساختار مغز انسان است. آن‌ها از مجموعه‌ای از نورون‌های به هم پیوسته استفاده می‌کنند، که پیش از انتقال کمیت و ارزش به نورون بعدی در توالی، داده‌ها را جمع‌آوری، جمع‌بندی یا تبدیل می‌کند. این فرایند در یک لایه خروجی به اوج می‌رسد، و می‌توان برای پیش‌بینی‌های بعدی از آن استفاده کرد. ساخت و آموزش یک شبکه عصبی مؤثر از ابتدا به مقدار زیادی داده نیاز دارد. شبکه‌های طبقه‌بندی تصویر پیشرفته اغلب در مجموعه داده‌های حاوی میلیون‌ها تصویر ارائه، و توسط چندین سرور رایانه‌ای مشخص و به مدت چند هفته به‌طور مداوم کار می‌کند. این امر برای اکثر محققان پزشکی عملی نیست.
به منظور بررسی بهتر فرایندی به نام یادگیری انتقال استفاده می‌شود. این فرایند به‌کارگیری ویژگی‌های بسیار تصفیه شده از CNNهای بزرگ آموزش دیده موجود و استفاده از این موارد به عنوان نقطه شروع آموزش یک مدل جدید برای انجام کاری متفاوت است. شبکه‌های عصبی پیچشی یا همگشتی (به انگلیسی: convolutional neural network) (مخفف انگلیسی: CNN یا ConvNet) رده‌ای از شبکه‌های عصبی ژرف هستند که معمولاً برای انجام تحلیل‌های تصویری یا گفتاری در یادگیری ماشین استفاده می‌شوند. ساختار شبکه‌های پیچشی از فرایندهای زیستی قشر بینایی گربه الهام گرفته‌شده‌است. این ساختار به گونه‌ای است که تک‌نورون‌ها تنها در یک ناحیه محدود به تحریک پاسخ می‌دهند که به آن ناحیه پذیرش گفته می‌شود. نواحی پذیرش نورون‌های مختلف به صورت جزئی با هم همپوشانی دارند به گونه ای که کل میدان دید را پوشش می‌دهند. شبکه‌های عصبی پیچشی نسبت به بقیه رویکردهای دسته‌بندی تصاویر به میزان کمتری از پیش‌پردازش استفاده می‌کنند. این امر به معنی آن است که شبکه معیارهایی را فرامی‌گیرد که در رویکردهای قبلی به صورت دستی فراگرفته می‌شدند. این استقلال از دانش پیشین و دستکاری‌های انسانی در شبکه‌های عصبی پیچشی یک مزیت اساسی است. تا کنون کاربردهای مختلفی برای شبکه‌های عصبی از جمله در بینایی کامپیوتر، سیستم‌های پیشنهاددهنده و پردازش زبان طبیعی پیشنهاد شده‌اند. این ویژگی‌ها را می‌توان به عنوان عناصر اصلی برای ساخت تصاویر مانند خطوط و منحنی‌ها تصور کرد که نشان داده شده تا در بسیاری از امور شناسایی تصویر بکار برده شوند. این روش می‌تواند به میزان قابل توجهی نیازهای محاسباتی مورد نیاز برای آموزش شبکه را کاهش دهد و مزایای بسیاری در مقایسه با آموزش CNN از تراشه دارد. با وجود در دسترس بودن مقادیر گسترده‌ای از داده‌های تصویر، یادگیری انتقال در محیط‌های بالینی نسبتاً کم مورد استفاده قرار گرفته‌است. دو مقاله چاپ شده اخیر نشان داده‌است که انتقال یادگیری از CNNهای آموزش دیده می‌تواند نتایج تشخیصی در مورد انسان را در دسته‌بندی ضایعات پوستی و در شناسایی بیماری در تصاویر دیجیتال شبکیه ایجاد کند.
در تجزیه و تحلیل رادیوگرافی ساده هنوز سطح مشابهی از تشخیص دقیق گزارش نشده‌است؛ با این حال، اخیراً چند تحقیق امیدوار کننده در این زمینه منتشر شده‌است؛ مثلاً، یک مطالعه CNN گوگل نت را برای تشخیص آسیب‌شناسی در رادیوگرافی ساده قفسه سینه آموزش داد، در نتیجه مشخص شد یک ناحیه در زیر منحنی ۰٫۸۶۱ تا ۰٫۹۶۴ برای ویژگی‌های مختلف رادیوگرافی قفسه سینه وجود دارد. یک مطالعه دیگر با استفاده از یادگیری انتقال از ایمیج‌نت CNN که قبلاً آموزش دیده‌است، برای طبقه‌بندی خودکار آرتروز در رادیوگرافی زانو استفاده کرده‌است. رادیوگرافی ساده با بیش از ۲۲ میلیون بررسی در انگلیس در سال ۲۰۱۶ رایج‌ترین آزمایش رادیولوژی بوده‌است. بخش زیادی از این رادیولوژی‌ها مربوط به رادیوگرافی کردن اندام ساده در شرایطیست که ضربه دیده. یک مورد قوی برای توسعه استراتژی‌های خودکار در جهت بهبود کارایی و مدیریت گردش کار در این زمینه با توجه به تعداد مطالعات گزارش شده وجود دارد و ثابت کرد که بیش از ۸۸ میلیون پوند برای برون‌سپاری گزارش‌های رادیولوژی در سال ۲۰۱۴ و۲۰۱۵ هزینه شده‌است؛ بنابراین عجیب است که، تا جایی‌که نویسنده می‌داند، در حال حاضر هیچ مطالعه‌ای در این زمینه وجود ندارد که با موفقیت یادگیری انتقال را از CNNهای آموزش دیده به مشکل تشخیص شکستگی در رادیوگرافی ساده اعمال کند. هدف این مطالعه مفهومی این است که نشان دهد این کار تا چه حد امکان‌پذیر است.
نتیجه اینکه همان‌طور که قدرت محاسباتی و پیچیدگی الگوریتم همچنان در حال بهبود است، این تکنیک‌ها ظرفیت پردازش اطلاعات را تا درجاتی از پیچیدگی خواهند داشت که بسیار فراتر از درک ذهن انسان است. در این قلمرو است که پیشرفت‌های عمده فناوری مشاهده خواهد شد. این مطالعه اثبات مفهومی را برای استفاده از یادگیری انتقال از CNNهای عمیق از پیش آموزش داده شده بر روی تصاویر دنیای واقعی برای تجزیه و تحلیل رادیوگرافی‌های پزشکی ساده ارائه می‌دهد. با آموزش مدل تنها با استفاده از حجم نمونه متوسط، نتایج با پیشرفته‌ترین روش‌های تشخیص شکستگی خودکار قابل مقایسه بود. روش مورد استفاده در اینجا بسیار قابل انتقال است. کاربردهای ممکن برای این نوع تکنیک با توجه به عظیم بودن مجموعه داده‌های تصویر پزشکی بسیار زیاد و متنوع است. در صورت استفاده صحیح از این پتانسیل می‌تواند به‌طور قابل توجهی بهره‌وری گردش کار را بهبود بخشد، خطر خطا را به حداقل برساند و با کاهش تأخیرهای تشخیصی از آسیب به بیمار جلوگیری کند.

### پزشکی از راه دور
افزایش پزشکی از راه دور، افزایش کاربرد برنامه‌های کاربردی هوش مصنوعی را نشان داده‌است. توانایی زیر نظر داشتن بیماران با استفاده از هوش مصنوعی، می‌تواند امکان انتقال اطلاعات به پزشکان را در صورت امکان فعالیت بیماری، فراهم کند. یک وسیله پوشیدنی ممکن است نظارت مستمر بر یک بیمار را امکان‌پذیر سازد و همچنین امکان‌پذیر کردن تشخیص تغییراتی را که ممکن است توسط انسان کمتر قابل تشخیص باشند.

### صنعت
انگیزه‌های بعدی شرکت‌های بزرگی که در زمینه‌های مرتبط با سلامتی فعالیت می‌کنند و در حال ادغام با سایر شرکت‌های فعال در این زمینه می‌باشند، امکان دسترسی به داده‌های بسیار بیشتر در زمینهٔ سلامتی را فراهم می‌آورد و داشتن داده‌های بیشتر باعث پیشرفت الگوریتم‌های هوش مصنوعی در این زمینه می‌شود.
بخش بزرگی از تمرکز صنایع از اجرای هوش مصنوعی در بخش مراقبت‌های پزشکی در سیستم‌های پشتیبانی تصمیم‌گیری بالینی است. با افزایش میزان داده‌ها، سیستم‌های پشتیبانی تصمیم‌گیری هوش مصنوعی کارآمدتر می‌شوند. شرکت‌های متعددی در حال بررسی امکان ترکیب داده‌های بزرگ در صنعت مراقبت‌های مرتبط با سلامتی هستند.
در زیر نمونه‌هایی از شرکت‌های بزرگ است که به الگوریتم‌های هوش مصنوعی برای استفاده در مراقبت‌های مرتبط با سلامت کمک کرده‌اند:

#### آی‌بی‌ام
انستیتو واتسون آی بی ام(IBM’s Watson Oncology) در حال توسعه در مرکز سرطان Memorial Sloan Kettering و کلینیک کلیولند (Cleveland Clinic)می‌باشد. آی بی ام در حال همکاری با CVS Health در برنامه‌های کاربردی هوش مصنوعی در درمان بیماری‌های مزمن و با شرکت جانسون و جانسون(Johnson & Johnson) در تجزیه و تحلیل مقالات علمی برای پیدا کردن ارتباطات جدید برای توسعه دارو.

#### مایکروسافت
پروژه مایکروسافت در هانوفر، در همکاری با مؤسسه سرطان نایت دانشگاه دانشگاه علوم پزشکی اورگان، تحقیقات پزشکی را برای پیش‌بینی بهترین گزینه‌های درمان سرطان برای بیماران انجام می‌دهد. پروژه‌های دیگر شامل تجزیه و تحلیل تصویر پزشکی پیشرفت تومور و توسعه سلول‌های قابل برنامه‌ریزی است.

#### گوگل
پلت فرم Deep Mind شرکت گوگل توسط سرویس سلامت همگانی انگلستان برای شناسایی خطرات خاص سلامتی از طریق داده‌های جمع‌آوری شده از طریق یک برنامه تلفن همراه استفاده می‌شود. پروژه دوم با NHS شامل تجزیه و تحلیل تصاویر پزشکی جمع‌آوری شده از بیماران NHS برای توسعه الگوریتم‌های بینایی کامپیوتری برای تشخیص بافت‌های سرطانی می‌باشد.

#### اینتل
بازو سرمایه‌گذاری اینتل (Intel Capital)، به تازگی در استارتاپ Lumiata که با استفاده از هوش مصنوعی به دنبال شناسایی بیماران در معرض خطر و توسعه راه‌های مراقبت می‌باشد، سرمایه‌گذاری کرده‌است.

#### استارتاپ‌ها
اولین راه حل IDx، به نام IDx-DR توسط مایکل آبرامف به وجود آمده‌است، اولین و تنها سیستم مجاز هوش مصنوعی برای تشخیص خودمختار رتینوپاتی دیابتی است. به عنوان یک سیستم مبتنی بر هوش مصنوعی خود مختار، IDx-DR منحصر به فرد است که ارزیابی را بدون نیاز به یک متخصص بالینی انجام می‌دهد تا تصویر یا نتایج را تفسیر کند و آن را توسط ارائه دهندگان مراقبت‌های پزشکی که ممکن است به‌طور معمول مراقب دقت چشمی خود نباشند، قابل استفاده باشد. یکی از شرکت‌های تشخیصی هوش مصنوعی در این زمینه مأمور است که کیفیت، دسترسپذیر بودن و مقرون به صرفه بودن خدمات پزشکی در سراسر جهان را تغییر دهد.
Kheiron Medical نرم‌افزار یادگیری عمیق را برای تشخیص سرطان سینه در ماموگرافی را توسعه داد.
Medvice مشاوره پزشکی واقعی را به مشتریان ارائه می‌دهد که می‌توانند به آن‌ها دسترسی داشته باشند و پرونده‌های بهداشت الکترونیکی خود را (EHRs) را در یک بلوک غیر متمرکز فراهم کنند. Medvice با استفاده از یادگیری ماشین به پزشکان در تصمیم‌گیری برای پیش‌بینی پرچم قرمز پزشکی (یعنی موارد اضطراری پزشکی که نیاز به کمک بالینی دارند) پیش از خدمت آن‌ها کمک می‌کند. پیشگامان فناوری‌های پزشکی از داده‌های واحد مراقبت‌های ویژه استفاده می‌کنند تا بیمارانی را که احتمال وقوع حوادث قلبی دارند، شناسایی کنند. مدرنیزاسین پزشکی از دانش جمع‌آوری شده از متخصصان مراقبت‌های پزشکی و همچنین داده‌های نتایج بیمار برای توصیه درمان استفاده می‌کند. آزمایشگاه "Compassionate AI Lab" با استفاده از سلول شبکه، محل سلول و ادغام مسیر و با به‌کارگیری یادگیری ماشین، افراد نابینا را هدایت می‌کند. Nimblr.ai با استفاده از هوش مصنوعی chatbot، برای اتصال سیستم‌های برنامه‌ریزی EHR و تأیید خودکار و برنامه‌ریزی بیماران استفاده می‌شود.
Infermedica نرم‌افزار رایگان تلفن همراه برای تشخیص علائم است که در برنامه‌های جستجوگر علامت دارای امتیاز بالایی در GooglePlay می‌باشد. این شرکت همچنین اولین دستیار صوتی مبتنی بر AI برای تشخیص علائم را ه سیستم عامل اصلی صوتی آمازون الکسا، کورتانا ی مایکروسافت و دستیار گوگل منتشر کرد.
سایر
برنامه‌های مشاوره ای دیجیتال مانند Babylon Health's GP at Hand و Ada Health و Your.MD از هوش مصنوعی برای دادن مشاوره پزشکی براساس تاریخچه پزشکی شخص و دانش پزشکی رایج است، استفاده می‌کنند. کاربران علائم خود را به برنامه که از تشخیص گفتار برای مقایسه با پایگاه داده‌ای از بیماری‌ها استفاده می‌کند، گزارش می‌دهند. سپس Babylon، با توجه به تاریخچه پزشکی کاربر، یک اقدام توصیه می‌کند. در این زمینه نرم افزار های مشابه ای برای فارسی زبانان از جمله تشخیص هوشمند بیماری و تفسیر آزمایش تریتا (TritaHub) توسعه پیدا کرده است. کارآفرینان در مراقبت‌های پزشکی به‌طور مؤثر با استفاده از هفت مدل آرکه تایپ مدل کسب و کار، به راه حل هوش مصنوعی در بازار دست یافتند. این آرکه تایپ‌ها به ارزش تولید شده برای کاربر هدف (به عنوان مثال تمرکز بیمار در برابر ارائه دهنده مراقبت‌های پزشکی و پرداخت کننده) و مکانیزم‌های ارزش گذاری (به عنوان مثال ارائه اطلاعات یا اتصال به ذینفعان) بستگی دارند.

## پیامدها
پیش‌بینی می‌شود استفاده از هوش مصنوعی سبب کاهش هزینه‌های پزشکی شود، زیرا دقت بیشتر در تشخیص و پیش‌بینی‌های بهتر در برنامه درمان و پیشگیری از بیماری وجود دارد.
دیگر موارد استفاده از هوش مصنوعی شامل اینترفیس مغز و رایانه (BCI) است که پیش‌بینی شده برای کمک به افرادی که دچار مشکلات حرکت، صحبت کردن یا آسیب نخاعی هستند. BCIها از هوش مصنوعی برای کمک به این بیماران جهت حرکت و ارتباط با رمزگشایی فعال سازی عصبی استفاده می‌کنند.
پیش‌بینی می‌شود که دستیاران پرستاری مجازی بیشتر شوند و از هوش مصنوعی برای پاسخگویی به سوالات بیمار و کمک به کاهش بازدیدهای غیر ضروری بیمارستان استفاده شوند و در نهایت می‌توانند قادر به چک کردن سلامتی با استفاده از هوش مصنوعی و صدا باشند.
همان‌طور که فناوری تکامل یافته و در محل کار بیشتر استفاده می‌شود، بسیاری از افراد ترس دارند که آن‌ها را با روبات یا ماشین جایگزین کنند. ستاد ملی ایالات متحده (۲۰۱۸) می‌نویسد که در آینده نزدیک پزشکانی که از هوش مصنوعی استفاده می‌کنند، از پزشکانی که از آن استفاده نمی‌کنند، پیشی می‌گیرند. هوش مصنوعی جایگزین کارکنان مراقبت‌های پزشکی نخواهد شد، بلکه به آن‌ها فرصت بیشتری برای مراقبت از بستر می‌دهد. هوش مصنوعی ممکن است از کار افتادن کارکنان مراقبت‌های پزشکی و سوءاستفاده شناختی جلوگیری کند. به‌طور کلی، همان‌طور که کواناس (۲۰۱۸) می‌گوید، «فناوری به اهداف اجتماعی، از جمله امنیت بالاتر، وسایل ارتباطی بهتر در طول زمان، بهبود مراقبت‌های پزشکی و افزایش استقلال گسترش می‌یابد.» همان‌طور که ما استفاده از هوش مصنوعی را در کارهای خود، بیشتر می‌کنیم، می‌توانیم مراقبت‌های خود از بیماران را افزایش دهیم و نتیجه را برای همه بهتر کنیم.

## گسترش مراقبت به کشورهای توسعه یافته
با افزایش استفاده از هوش مصنوعی، مراقبت بیشتری برای افرادی که در کشورهای در حال توسعه هستند، در دسترس است. هوش مصنوعی همچنان در توانایی‌های خود گسترش می‌یابد، به عنوان توانایی، تفسیر تصویر رادیولوژی را دارد، ممکن است قادر به تشخیص افراد بیشتری با نیاز به پزشکان کمتر باشد، زیرا کمبود در بسیاری از این کشورها وجود دارد. هدف از هوش مصنوعی در این زمینه آموزش دادن به دیگران در جهان است که پس از آن به بهبود درمان و در نهایت به سلامت جهانی کمک خواهد کرد. با استفاده از هوش مصنوعی در کشورهای در حال توسعه که منابع ندارند، نیاز به برون سپاری کاهش می‌یابد و می‌تواند از هوش مصنوعی برای بهبود مراقبت از بیمار استفاده کند.

## مقررات

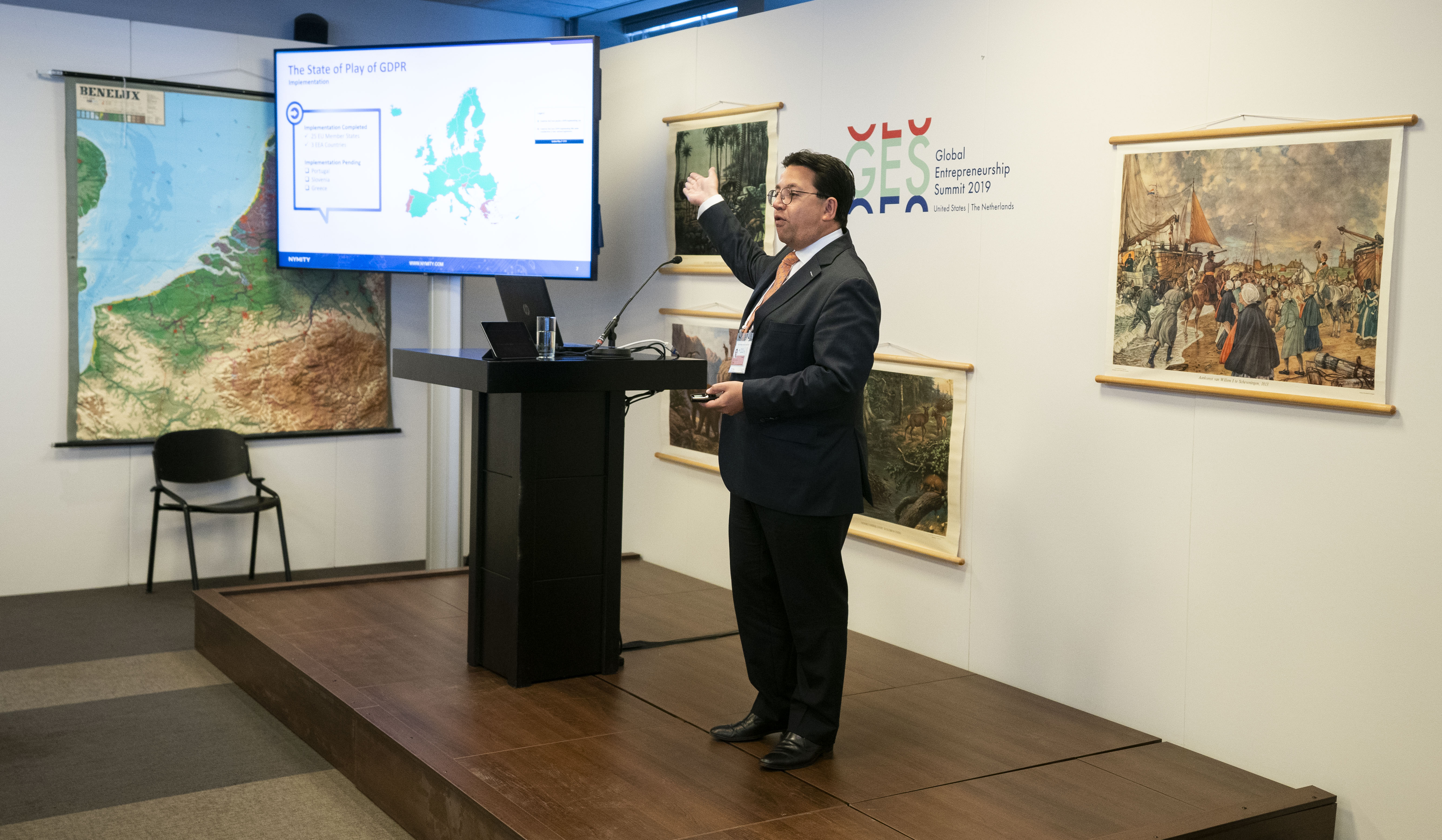
مردی که در کارگاه انطباق GDPR در اجلاس جهانی کارآفرینی 2019 صحبت می کند.

در حالی که تحقیق در مورد استفاده از هوش مصنوعی در مراقبت‌های پزشکی با هدف تأیید اثر آن در بهبود نتایج بیماران قبل از پذیرش گسترده‌تر هوش مصنوعی می‌باشد، استفاده آن می‌تواند چندین نوع جدید از خطرات را برای بیماران و ارائه دهندگان خدمات پزشکی ایجاد کند. این چالش‌های استفاده بالینی از هوش مصنوعی به نیاز بالقوه برای مقررات منجر شده‌است.
در حال حاضر مقررات خاصی برای استفاده از هوش مصنوعی در مراقبت‌های پزشکی وجود ندارد. در ماه مه ۲۰۱۶ کاخ سفید طرح خود را برای برگزاری یک سری کارگاه‌ها و تشکیل شورای ملی علوم و فناوری (NSTC) در زمینه آموزش ماشین و هوش مصنوعی اعلام کرد. در اکتبر سال ۲۰۱۶ این گروه برنامه ملی استراتژیک تحقیق و توسعه هوش مصنوعی را منتشر کرد و اولویت‌های پیشنهادی خود را برای تحقیق و توسعه فدراسیون بین‌المللی پول (در داخل دولت و دانشگاه) منتشر کرد. این گزارش یک برنامه تحقیق و توسعه استراتژیک را برای زیرمجموعه فناوری اطلاعات سلامت در مراحل توسعه می‌نویسد.
تنها سازمانی که ابراز نگرانی کرده، FDA است. باکو پاتل، مدیر مرکز همکاری در زمینهٔ پزشکی و سلامت دیجیتال FDA، در ماه مه ۲۰۱۷ اظهار داشت:
ما در حال تلاش برای دستیابی به افرادی هستیم که تجربه توسعه پایدار را با چرخه زندگی کامل محصول دارند. ما در حال حاضر برخی از دانشمندان را می‌شناسیم که هوش مصنوعی و یادگیری ماشین را می‌شناسند، اما ما افراد مکملی را می‌خواهیم که می‌توانند به جلو بروند و ببینند که چگونه این فناوری تکامل خواهد یافت."
گروه متمرکز ITU - WHO Focus Group در زمینهٔ کاربرد هوش مصنوعی در زمینهٔ سلامت، یک پلتفرم برای آزمایش و ارزیابی ایجاد کرده‌است. در ماه نوامبر ۲۰۱۸ هشت نمونه مورد استفاده در آن مورد سنجش قرار گرفته‌است، از جمله ارزیابی خطر سرطان پستان از تصاویر هیستوپاتولوژیک، هدایت انتخاب ضد زخم از تصاویر مار و تشخیص ضایعات پوستی در حوزه سلامت

## سرمایه‌گذاری دولتی
سرمایه‌گذاری‌های دولت ایالات متحده در طرح‌های مراقبت‌های مرتبط با سلامتی که به هوش مصنوعی متکی هستند، شامل بودجه پیشنهادی ۱ میلیارد دلاری برای سرطان مونشات و پیشنهاد ۲۱۵ میلیون دلار سرمایه‌گذاری در Precision Medicine Initiative(نام یک پروژه تحقیقاتی) می‌باشد.